# Diogmites atriapex
Diogmites atriapex là một loài ruồi trong họ Asilidae. Diogmites atriapex được Carrera miêu tả năm 1953. Loài này phân bố ở vùng Tân nhiệt đới.